# Henson Recording Studios

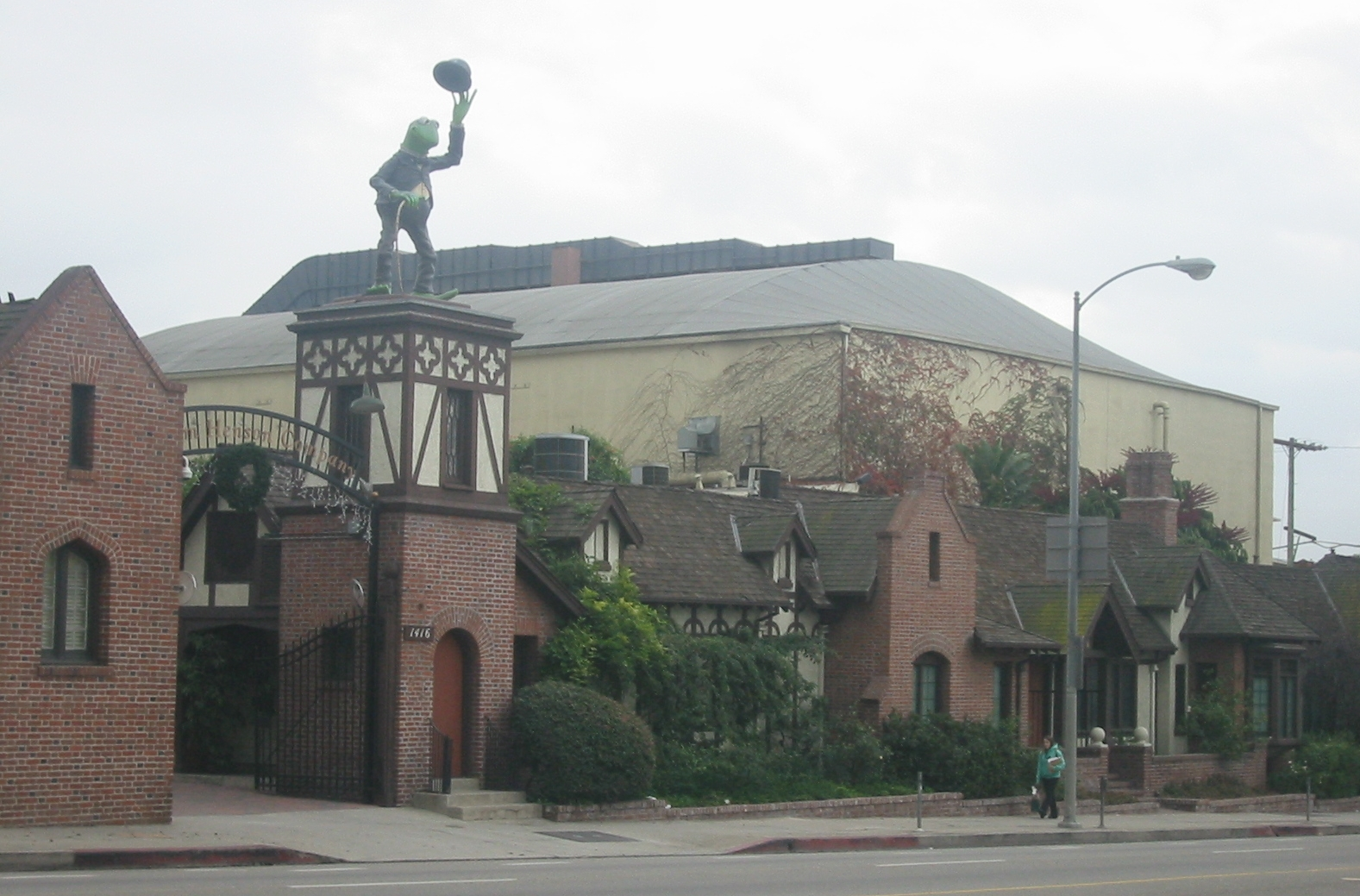
Henson Recording Studios (2006)

Henson Recording Studios – amerykańskie studio nagraniowe mieszczące się przy 1416 North La Brea Avenue w dzielnicy Hollywood z siedzibą w Los Angeles. Powstałe w 2000 roku na terenie byłego A&M Studios.

## Historia
W 1919 przy Sunset Boulevard w Hollywood swe studio filmowe zbudował Charlie Chaplin. Nakręcono tu klasyczne filmy Chaplina, m.in. Brzdąc (1921), Gorączka złota (1925), Światła wielkiego miasta(1931), Dzisiejsze czasy (1936), Dyktator (1940), Pan Verdoux (1947) i Światła rampy (1952). Chaplin opuścił Stany Zjednoczone w 1952, a rok później sprzedał studio firmie Webb i Knapp, która wydzierżawiła pomieszczenia firmie produkującej filmy telewizyjne, zmieniając nazwę na „Kling Studios”. M.in. w 1955 kręcono tu odcinki serialu telewizyjnego Adventures of Superman z George Reevesem. W latach 1960–1962 właścicielem był aktor Red Skelton. W latach 1962–1966 z kolei studio należało do sieci CBS, wtedy nakręcono tu serial telewizyjny Perry Mason.
W 1966 studio zakupili Herb Alpert oraz Jerry Moss. Zostało ono przekształcone w A&M Records. 28 stycznia 1985 w studiu został nagrany utwór „We Are the World” przez specjalnie założoną grupę muzyczną USA for Africa. Ponadto w studiu został zarejestrowany również teledysk do utworu. W nagraniach udział wzięli między innymi Michael Jackson, Lionel Richie, Bob Dylan, Kenny Rogers, Stevie Wonder oraz Bruce Springsteen.
W studio swoje nagrania realizowało, i wciąż realizuje, wiele znanych zespołów oraz wykonawców, między innymi The Rolling Stones, John Lennon, George Harrison, Van Morrison, The Doors, Eric Clapton, Styx, The Carpenters, The Police, The Moody Blues, Oingo Boingo, Soundgarden, U2, Kiss, Tom Petty, Metallica, Alice in Chains, No Doubt, Rage Against the Machine, Megadeth, Black Sabbath, Dr. Dre, Daft Punk, Shakira, Pearl Jam, Rihanna czy Justin Timberlake. W studio nakręcono również teledyski do takich utworów jak „Every Breath You Take” grupy The Police czy „Ghostbusters” Raya Parkera Jr.
W lutym 2000 dzieci Jima Hensona zakupiły studio za kwotę 12,5 miliona dolarów, na potrzeby organizacji The Jim Henson Company. 80 000 stóp kwadratowych (7,400 m²) obiektu zostało wydzierżawione The Jim Henson Co na 10 lat w leasingu. Zmieniono wówczas nazwę na „The Jim Henson Company Lota”. Firma zdecydowała się na utrzymanie starej części studia A&M i ostatecznie zmieniono nazwę na „Henson Recording Studios”.